# Carmen Boullosa
Carmen Boullosa (Mexikóváros, 1954. szeptember 4.) mexikói írónő, költő és műszerző.

## Élete
Carmen Boullosa sokgyermekes polgári családban növekedett fel Mexikóvárosban. Tizennégy éves korbán meghalt édesanyja és ez a tragédia később több művében is érződött. (Például Mejor desaparece és Antes). Katolikus leányneveldében érettségizett, egyetemi tanulmányait az Universidad Iberoamericanában és a Universidad Nacional Autónoma de Méxicóban (UNAM) végezte.
1977-től 1979-ig a Colegio de México intézetben szerkesztőként dolgozott a mexikói spanyol nagyszótár (Diccionario del Español de México) előkészítő munkálataiban. 1976 ösztöndíjhoz jutott (Salvador Novo), amelyet fiatal művészek (18 - 22) kaphatnak meg. 1979-ben aztán az Instituto Nacional de Bellas Artes (INBA) (Nemzeti Szépművészeti Intézet) által alapított Fondo Nacional para Actividades Sociales (FONAPAS) ösztöndíját nyerte el. 1980-ban egy kis kiadót alapított (Taller Tres Sirenas), ahol művészi igényű, de kis példányszámú művek kiadását tette lehetővé. Ugyanabban az évben újra ösztöndíjat kapott Centro Mexicano de Escritores, és Juan Rulfo támogatásával megírta első regényét Mejor desaparece címmel.
1983-ban akkori élettársával, Alejandro Auraval életre hívott egy kulturális kezdeményezést (El Cuervo). 1987 óta ezen kezdeményezés származékaként (El Hijo del Cuervo) a Coyoacán-téren színházi előadásokat, írói esteket, tánc - és zenerendezvényeket szerveztek. 1991 újabb ösztöndíjat kapott a John Simon Guggenheim Memorial Foundation-tól.
2007 óta élettársával (Mike Wallace) New Yorkban él és dolgozik.

## Művei

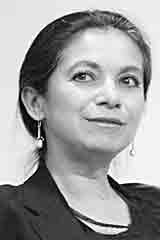
2006

- Mejor desaparece, Mexiko: Océano, 1987
- Antes, Mexiko: Vuelta, 1989 (újabb kiadásban Mexiko: Suma de Letras, 2001 [= Punto de lectura, 195])
- El médico de los piratas: bucaneros y filibusteros en el Caribe, Madrid: Ediciones Siruela, 1992
- Llanto: novelas imposibles. Mexiko: Era, 1992
- La milagrosa. Mexiko: Era, 1992
- Duerme. Madrid: Alfaguara, 1994
- Cielos de la tierra. Mexiko: Alfaguara, 1997
- Treinta años. Mexiko: Alfaguara, 1999
- De un salto descabalga la reina. Madrid: Debate, 2002
- La otra mano de Lepanto. Madrid: Siruela, 2005
- La novela perfecta. Mexiko: Alfaguara, 2006
- El velázquez de París. Madrid: Siruela, 2007
- La virgen y el violín. Madrid: Siruela, 2008
- El complot de los Románticos. Madrid: Siruela, 2009